# Blood II: The Chosen
Pour les articles homonymes, voir Blood.
Blood II: The Chosen est un jeu vidéo de tir à la première personne et survival horror sorti le 31 octobre 1998 sous Windows. Il a été développé par Monolith Productions et édité par GT Interactive.  Il s'agit de la suite de Blood. Le troisième opus Blood III: Reborn a été annulé.

## Trame
En 2028, cent ans après les évènements de Blood, le monde a changé. La Cabale, d'un culte est devenue une corporation. Elle a réussi à prendre le contrôle du monde par le pouvoir économique et politique, plutôt que par la violence manifestée dans Blood, grâce à Gideon, son nouveau chef. Celui-ci aspire à détruire Caleb, héro du premier volet.

## Accueil
- Jeuxvideo.com : 14/20[1]